# Luxemburgische Badmintonmeisterschaft 2015
Die Luxemburgische Badmintonmeisterschaft 2015 fand vom 7. bis zum 8. Februar 2015 in Junglinster statt.

## Medaillengewinner
| Disziplin    | Gold                          | Silber                                 | Bronze                                   |
| ------------ | ----------------------------- | -------------------------------------- | ---------------------------------------- |
| Herreneinzel | Mike Vallenthini              | Robert Mann                            | Sonderskov Mattias                       |
| Herreneinzel | Mike Vallenthini              | Robert Mann                            | Akis Thomas                              |
| Dameneinzel  | Tessy Aulner                  | Claudine Barnig                        | Julie Aulner                             |
| Dameneinzel  | Tessy Aulner                  | Claudine Barnig                        | Dominique Schummer                       |
| Herrendoppel | Akis Thomas Mike Vallenthini  | Mathieu Serebriakoff Valeriy Streltsov | Ben Rausch Juno Thomas                   |
| Herrendoppel | Akis Thomas Mike Vallenthini  | Mathieu Serebriakoff Valeriy Streltsov | Robert Mann Maxime Szturma               |
| Damendoppel  | Xenia Loi Aude Meyer          | Julie Aulner Tessy Aulner              | Monia Giacometti Dominique Schummer      |
| Damendoppel  | Xenia Loi Aude Meyer          | Julie Aulner Tessy Aulner              | Michèle Bodson Joëlle Jungbluth          |
| Mixed        | Mike Vallenthini Tessy Aulner | Maxime Szturma Annick Weides           | Nico Fiorino Joëlle Jungbluth            |
| Mixed        | Mike Vallenthini Tessy Aulner | Maxime Szturma Annick Weides           | Daniel Kirschenbilder Dominique Schummer |